# Tamas begravningsplats
Tamas begravningsplats, japanska: 多磨霊園 (Tama Reien), är en begravningsplats i Tokyo prefektur, den största kommunala begravningsplatsen i Japan. Den är belägen i städerna Fuchū (Tamachō) och Koganei (Maeharachō).
Runt sekelskiftet 1900 hade de fem allmänna begravningsplatserna i Tokyo (Aoyama, Somei, Yanaka, Zoshigaya och Kameido) börjat bli fulla och en ny planerades utanför stadens gränser. Man valde att förlägga den till byn Tama. Begravningsplatsen öppnade 1923 och 1963 var den fullbelagd.

## Gravsatta
Automatiskt genererad lista (förklaring)
- Kodama Gentarō, 1906-07-23

- Takahira Kogoro, 1926-11-28

- Togo Heihachiro, 1934-05-30

- Takahashi Korekiyo, 1936-02-26

- Saitō Makoto, 1936-02-26

- Saionji Kinmochi, 1940-11-24

- Akiko Yosano, 1942-05-29

- Senjūrō Hayashi, 1943-02-04

- Isoroku Yamamoto, 1943-04-18

- Richard Sorge, 1944-11-07

- Tomoyuki Yamashita, 1946-02-23

- Yoshio Nishina, 1951-01-10

- Hiranuma Kiichirō, 1952-08-22

- Keisuke Okada, 1952-10-17

- Tsuneko Gauntlett, 1953-11-29

- Yoshioka Yayoi, 1959-05-22

- Eiji Yoshikawa, 1962-09-07

- Edogawa Rampo, 1965-07-28

- Yukio Mishima, 1970-11-25

- Shigeyoshi Inoue, 1975-12-15

- Kōichi Kido, 1977-04-06

- Masayoshi Ohira, 1980-06-12

- Yasuo Yamada, 1995-03-19

- Tetsurō Tamba, 2006-09-24